# Ademir Santos
Ademir Santos (jap. 三渡洲 アデミール, Santos Ademir; * 28. März 1968 in Bahia) ist ein ehemaliger japanischer Fußballspieler mit brasilianischen Wurzeln.

## Karriere
Santos erlernte das Fußballspielen in der Schulmannschaft der Tokai University Daiichi High School. Seinen ersten Vertrag unterschrieb er 1987 bei Yamaha Motors. Der Verein spielte in der höchsten Liga des Landes, der Japan Soccer League. Mit dem Verein wurde er 1987/88 japanischer Meister. 1989 erreichte er das Finale des JSL Cup und des Kaiserpokals. Für den Verein absolvierte er 30 Erstligaspiele. 1992 wechselte er zu Shimizu S-Pulse. Der Verein spielte in der höchsten Liga des Landes, der J1 League. 1992 und 1993 erreichte er das Finale des J.League Cup. Im September 1995 erlangte Santos dann die japanische Staatsbürgerschaft. 1996 gewann er mit dem Verein den J.League Cup. Für den Verein absolvierte er 11 Erstligaspiele. Ende 1996 beendete er seine Karriere als Fußballspieler.

## Erfolge
Yamaha Motors
- Japan Soccer League

Meister: 1987/88
- JSL Cup

Finalist: 1989
- Kaiserpokal

Finalist: 1989
Shimizu S-Pulse
- J.League Cup

Sieger: 1996
Finalist: 1992, 1993